# 간노 데쓰야
간노 데쓰야(일본어: 菅野 哲也, 1989년 8월 30일 ~ )는 일본의 축구 선수이다. 현재 일본 풋볼 리그의 비아틴 미에에서 뛰고 있다.

## 구단 경력
그는 2008년부터 2017년까지 J리그의 쇼난 벨마레, 츠바이겐 가나자와, SC 사가미하라, AC 나가노 파르세이루에서 활동하였다.